# Поляков, Александр Иванович
Алекса́ндр Ива́нович Поляко́в (10 (23) апреля 1870, Новочеркасск — 4 января 1948, София) — дворянин ВД, генерал-майор Донской армии.

## Биография
Образование получил в Симбирском кадетском корпусе, Константиновском военном училище (по 1-му разряду) и офицерской артиллерийской школе. В офицеры произведён в 1891 году в 19-ю Донскую казачью батарею. Участник русско-японской, Первой Мировой и Гражданской войн. 29 марта 1915 года был произведён в полковники.
Занимал должности:
- 15.01.1911 — 10.03.1913 — командир 11-й Донской казачьей батареи;
- 10.03.1913 — 05.12.1915 — командир 6-й Донской казачьей батареи; отличился в апреле 1915 г. в Заднестровском сражении[1].
- 05.12.1915 — 18.09.1917 — командир 1-го Донского казачьего артиллерийского дивизиона;
- 18.09.1917 — 1917 — командующий 61-й артиллерийской бригадой[2].
- 1917 — 1918 — атаман ст. Новочеркасской.

После оставления 12.02.1918 года партизанами г. Новочеркасска остался в городе. Арестован большевиками и приговорен к расстрелу. Содержался в тюрьме Новочеркасска. Освобожден 1 апреля 1918 года восставшими казаками ст. Кривянской, Черкасского округа, под командованием войскового старшины М. А. Фетисова, выбивших большевиков из г. Новочеркасска. Отступил 4.04.1918 г. из города вместе с отрядом Фетисова. В мае 1918 года вступил в ряды Донской армии. Произведен 31 января 1919 года в генерал-майоры.
Занимал должности:
- 1918 — 1919 — генерал для поручений при начальнике артиллерийской Донской армии;
- 1920 — инспектор артиллерийского Донского корпуса;
- на 1925 — командир Донской офицерской батареи.

Сотрудник журнала «Военная быль».
В 1921 уехал в Болгарию, в Софию, где умер и похоронен.

## Награды
- Орден Святого Владимира 4-й степени;
- Орден Святого Владимира 3-й степени;
- Орден Святого Станислава 3-й степени;
- Орден Святого Станислава 2-й степени;
- Орден Святой Анны 2-й степени;
- Георгиевское оружие[источник не указан 2299 дней];
- Орден Святого Георгия 4-й степени (23 мая 1916);
- Медали.

Получив Орден Георгия Победоносца, он имел право стать генерал-лейтенантом, но не захотел его получать от Временного правительства.